# 13018 Geoffjames
13018 Geoffjames è un asteroide della fascia principale. Scoperto nel 1988, presenta un'orbita caratterizzata da un semiasse maggiore pari a 2,5962147 UA e da un'eccentricità di 0,1750184, inclinata di 13,34671° rispetto all'eclittica.